# Джейн Лапотейр
Джейн Лапотейр (англ. Jane Lapotaire, при народженні Джейн Елізабет Марі Берджес, англ. Jane Elizabeth Marie Burgess; нар. 26 грудня 1944, Іпсвіч, Саффолк) — британська акторка театру, кіно та телебачення.

## Життєпис
Народилася 26 грудня 1944 року в місті Іпсвіч, графство Саффолк, у Луїзи Еліс Берджесс (пом. 1999 року), і з двомісячного віку виховувалася у прийомній родині пенсіонерки Грейс Чизнелл, яка також була названою матір'ю її біологічної матері. У 12 років Джейн було передано Радою Департаменту захисту дітей графства Саффолк її рідній матері, яка зажадала виховувати її сама. Пізніше дівчинка отримала прізвище вітчима, — Ів Лапотейр був уродженцем Квебеку, Канада, і працював у нафтовому бізнесі, через що родина подовгу мешкала у французьких поселеннях в Північній Африці.
У 1961—1963 роках навчалася в Bristol Old Vic Theatre School. 1965 року приєдналася до театральної трупи Bristol Old Vic. 1967 року приєдналася до Королівського національного театру. У 1970—1971 роках була однією із засновників театру Янг Вік. 1974 року перейшла до Королівської шекспірівської трупи. 1978 року виконала роль Едіт Піаф у п'єсі «Піаф» Пем Джемс, в постановці Говарда Девіса для Королівської шекспірівської трупи у Сратфорді-на-Ейвоні та для лондонського театру Donmar Warehouse 1979 року. 1981 року вистава перемістилася на Бродвей, і того ж року Лапотейр була нагороджена премією Тоні у категорії Найкраща акторка у п'єсі.
2001 року акторка перенесла геморагічний інсульт, від якого повністю одужала лише 2009 року.
Восени 2013 року повернулася до Королівської шекспірівської трупи. У квітні 2018 року отримала престижну премію Pragnell Shakespeare Birthday.
1974 року акторка вступила у шлюб з режисером Роланом Жоффе. Їхній син Ровен Жоффе (нар. 1973) також став режисером і сценаристом. Шлюб завершився розлученням 1980 року.
Написала три автобіографічні книги: «Grace and Favour», «Out of Order: A Haphazard Journey Trough One Woman's Year» та «Everybody's Daughter, Nobody's Child».

## Вибрана фільмографія
| Рік       |    | Українська назва                 | Оригінальна назва                    | Роль                          |
| --------- | -- | -------------------------------- | ------------------------------------ | ----------------------------- |
| 1968      | с  | Шерлок Голмс                     | Sherlock Holmes                      | Енні Гаррісон                 |
| 1970      | ф  | Крещендо                         | Crescendo                            | Ліліан                        |
| 1972      | ф  | Антоній і Клеопатра              | Anthony and Cleopatra                | Чарміан                       |
| 1975      | ф  | Зниклий динозавр                 | One of Our Dinosaur is Missing       | міс Прескотт                  |
| 1975      | с  | Едвард Сьомий                    | Edward the Seventh                   | імператриця Марія Федорівна   |
| 1977      | с  | Марія Кюрі                       | Marie Curie                          | Марія Кюрі                    |
| 1978      | с  | Диявольська корона               | The Devil's Crown                    | Елеонора Аквітанська          |
| 1981      | тф | Антоній і Клеопатра              | Anthony and Cleopatra                | Клеопатра                     |
| 1982      | тф | Баррети з Вімпол-стріт           | The Barrets of Wimpole Street        | Елізабет Молтон-Баррет        |
| 1983      | тф | Макбет                           | Macbeth                              | леді Макбет                   |
| 1983      | ф  | Еврика                           | Eureka                               | Гелен Макканн                 |
| 1984      | тф | Піаф                             | Piaf                                 | Едіт Піаф                     |
| 1986      | ф  | Леді Джейн                       | Lady Jane                            | принцеса Марія                |
| 1987      | с  | Наполеон і Жозефіна              | Napoleon and Josephine: A Love Story | Летиція Рамоліно              |
| 1989      | тф | Вбивство у місячному світлі      | Murder by Moonlight                  | Луїза Маккей                  |
| 1992—1993 | с  | Люблячі серця                    | Love Hurts                           | Діана Варбург                 |
| 1994      | с  | Інспектор Аллейн розслідує       | The Alleyn Mysteries                 | Елспет Кост                   |
| 1996      | с  | Таємниці Рут Ренделл             | The Ruth Rendell Mysteries           | Анук Хурі                     |
| 1996      | ф  | Прожити життя з Пікассо          | Surviving Picasso                    | Ольга Пікассо                 |
| 2000      | с  | Арабські ночі                    | Arabian Nights                       | Міріам                        |
| 2001      | с  | Убивства в Мідсомері             | Midsomer Murders                     | Мері Мохан                    |
| 2006      | тф | Елізабет Девід: Життя в рецептах | Elizabeth David: A Life in Recipes   | Ернестіна Картер              |
| 2014      | с  | Абатство Даунтон                 | Downton Abby                         | княгиня Ірина Курагіна        |
| 2019      | с  | Корона                           | The Crown                            | принцеса Аліса фон Баттенберг |
| 2020      | ф  | Ребекка                          | Rebecca                              | бабуся                        |

## Нагороди
Тоні
- 1981 — Найкраща акторка у п'єсі (Піаф).